# Simon Károly (pedagógus)
Simon Károly (Marosvásárhely, 1913. január 3. – ?) erdélyi magyar pedagógus, gyógypedagógus, pszichológus.

## Életútja
Középiskolai tanulmányait a marosvásárhelyi Református Kollégiumban végezte, a kolozsvári I. Ferdinand Egyetemen 1937-ben filozófia–szociológia szakon, majd 1941-ben Szegeden pedagógiából szerzett tanári oklevelet.
1937-től a kolozsvári Református Kollégiumban, az Unitárius Főgimnáziumban és a Református Leánygimnáziumban tanított. 1942–46 között Kolozs megye levéltárosa, utána a kolozsvári tanítóképző tanára, majd igazgatója. 1953-tól nyugdíjazásáig a kolozsvári magyar siketnéma iskola tanára.

## Munkássága
Magyarra fordította és alkalmazta a bukaresti egyetem lélektani laboratóriumának kiadásában megjelent összes lélektani kérdőívet és tesztet (Gyöngyössy M. Auréliával), ezeket használták az összes magyar tannyelvű iskolában a tanulók egyéniségvizsgálatánál. Neveléstani, lélektani, társadalomtudományi írásai az Erdélyi Fiatalokban és a Keleti Újságban jelentek meg.

## Kötetei
- A tehetség és kiválasztásának módszere (Kolozsvár, 1945)
- Hogyan tanítsunk? (Palkó Jánossal, Kolozsvár, 1946)
- Olvasókönyv a magyar tannyelvű süketnéma iskolák IV. osztálya részére (Halászné Mózes Margittal, Bukarest, 1960)